# کوکب آبی
کوکب آبی (به انگلیسی: The Blue Dahlia) یک فیلم نوآر آمریکایی است که در سال ۱۹۴۶ به کارگردانی جورج مارشال و نویسندگی ریموند چندلر ساخته شد. بخش‌هایی از فیلم در کوچلا، کالیفرنیا که شامل دریای سالتون هم می‌شود فیلم‌برداری شده است.

## بازیگران
- الن لاد
- ورونیکا لیک
- ویلیام بندیکس
- هوارد داسیلوا
- دوریس دولینگ
- هیو بومونت
- ویل رایت
- فرانک فیلن
- جی ایتن
- دان کاستلو